# Parque Quase-Nacional Iki-Tsushima
O Parque Quase-Nacional Iki-Tsushima é um parque quase-nacional localizado na prefeitura japonesa de Nagasaki. Estabelecido em 22 de julho de 1968, tem uma área de 11 950 hectares.